# Шошин Артем Олександрович
Арте́м Олекса́ндрович Шо́шин (нар. 7 листопада 1991, Луцьк) — український артист балету, балетмейстер-постановник, заслужений артист України (2020), лауреат Премії імені А. Ф. Шекери у галузі хореографічного мистецтва (2020).

## Життєпис
Народився 1991 року у Луцьку.
2015 — закінчив Інститут мистецтв Східноєвропейського національного університету імені Лесі Українки за спеціальністю «балетмейстер-хореограф, артист балету».
Займався у клубі спортивного бального танцю «Юність».
2010—2011 — соліст Санкт-Петербурзького чоловічого балету Валерія Михайловського.
2012 — фіналіст проекту СТБ «Танцюють всі-5».
2013 — засновник і художній керівник «Молодого балету Волині».
Від 2013 — провідний соліст трупи «Київ Модерн-балет» Раду Поклітару, де виконує головні партії у багатьох виставах.
2015—2016 років удосконалював свою професійну майстерність за кордоном — пройшов Summer Intensive у м. Цюрих (Швейцарія) та Summer Intensive у театрі сучасної хореографії Nederlands Dans Theater в Гаазі.
Від 2018 — соліст балету Київського муніципального академічного театру опери і балету для дітей та юнацтва.
Виступав на сцені багатьох країн світу, зокрема, Італії, Іспанії, Нідерландів, Франції, Португалії, Румунії, Польщі, Росії, Білорусі, Молдови, Латвії, Литви, Естонії.
22 жовтня 2020 року за сукупність постановок балетних вистав: «Історії у стилі танго», «Легенда про вічне кохання» та «Лускунчик» був удостоєний почесної нагороди — Премії імені А. Ф. Шекери у галузі хореографічного мистецтва.

## Партії

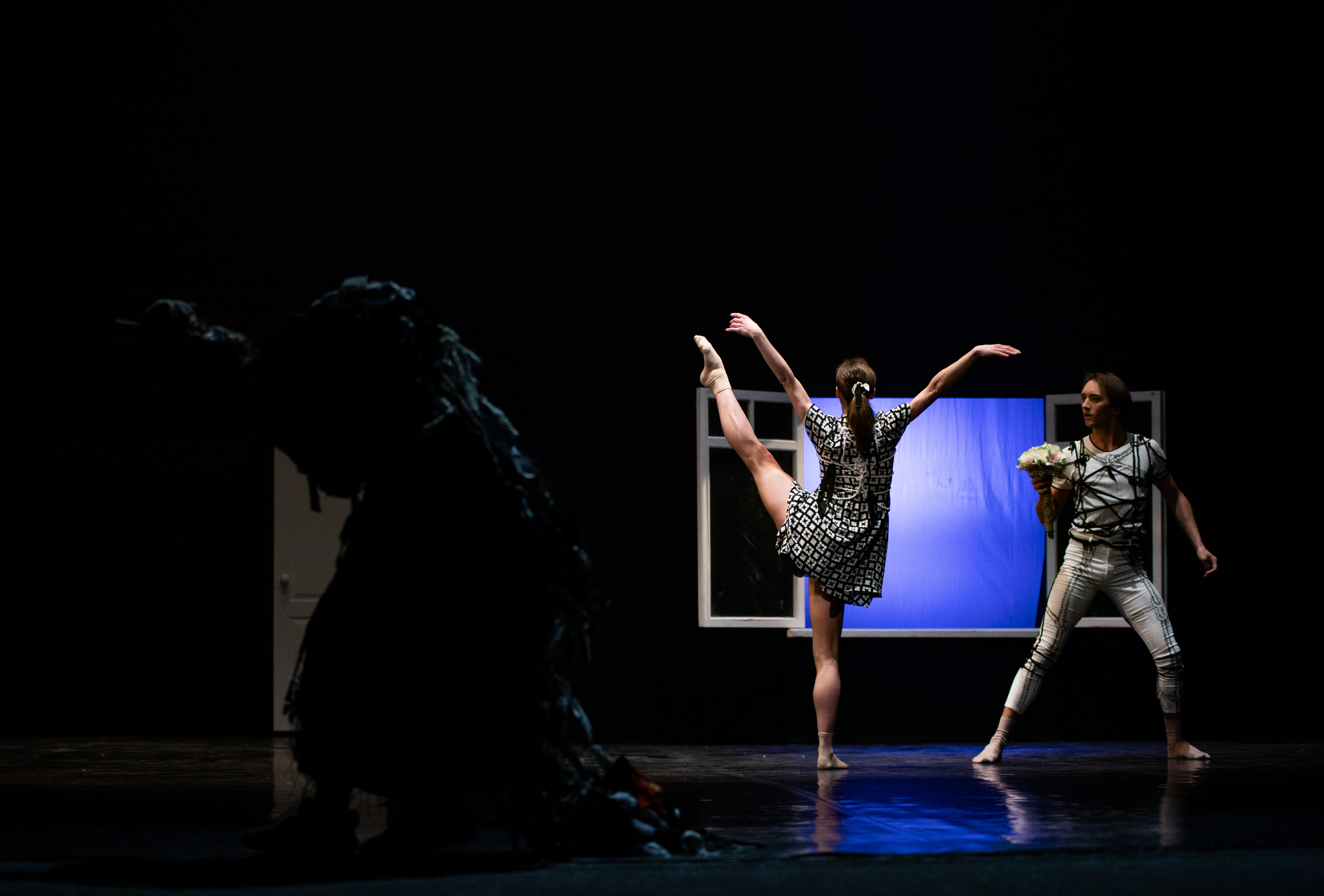
Сцена з балету «Дев’ять побачень» (пост. Раду Поклітару, Київ Модерн-балет)

- Зігфрід («Лебедине озеро. Сучасна версія» П. Чайковського)
- Молодий пан Дроссельмейєр, Лускунчик («Лускунчик» П. Чайковського)
- Ромео («Ромео і Джульєтта. Шекспірименти» на музику П. Чайковського, Г. Ф. Генделя та доби Ренесансу)
- Альберт, Мірта («Жізель» А. Адана)
- Пацієнт («Палата № 6» на музику А. Пярта)
- Аристократ («Underground» на музику П. Васкса)
- Колискова («Дощ» на музику народів світу та Й. С. Баха)
- Соліст («In Pivo Veritas» на ірландську народну музику та музику доби Ренесансу)
- Правнук № 1 («Довгий різдвяний обід» на музику А. Вівальді)
- Чоловік Його Дочки («Вгору по ріці» на музику О. Родіна)
- Соліст («Квартет-а-тет» на музику А. Мааса)

## Постановки
- 2015, 30 червня — «Ближче, ніж кохання» одноактний балет на музику Йоганна Пахельбеля, Георга Фрідріха Генделя, Крістофа Віллібальда Глюка, Антоніо Вівальді, Еціо Боссо, Алессандро Марчелло («Київ Модерн-балет»)
- 2016 — «Ближче, ніж кохання» балет на музику композиторів доби бароко (Львівський національний академічний театр опери та балету імені Соломії Крушельницької)
- 2017 — «Коли цвіте папороть» фольк-опера-балет Євгена Станковича
- 2018, 19 квітня — «Історії у стилі танго» балет на музику Астора П'яццоли та інших композиторів (Київський муніципальний академічний театр опери та балету для дітей та юнацтва)[4]
- 2019, 8 березня — «Легенда про вічне кохання» балет на музику Франца Шуберта в аранжуванні В'ячеслава Самофалова (Київський муніципальний академічний театр опери та балету для дітей та юнацтва)
- 2019, 19 березня — «Нерозлучники» одноактний балет на музику Густава Малера, Джакомо Пуччіні («Київ Модерн-балет»)
- 2020, 14 лютого — «Лускунчик» балет Петра Чайковського за однойменною казкою Ернст Гофмана (Київський муніципальний академічний театр опери та балету для дітей та юнацтва)[5]
- 2021 — «Тіні забутих предків» балет на музику Мирослава Скорика за повістю Михайла Коцюбинського (Львівський національний академічний театр опери та балету імені Соломії Крушельницької) (в роботі)